# Polystichum submarginale
Polystichum submarginale är en träjonväxtart som först beskrevs av Bak., och fick sitt nu gällande namn av L.L.Xiang och Ren-Chang Ching. Polystichum submarginale ingår i släktet Polystichum och familjen Dryopteridaceae. Inga underarter finns listade.